# Колекційні картки Steam

Колекційна картка Steam з Half-Life 2 із зображенням G-Man

Колекційні картки Steam — це цифровий продукт, що випускається Valve для використання у сервісі цифрової дистрибуції Steam . Колекційні картки Steam є нефізичним аналогом звичайних колекційних карток, які періодично надаються користувачам Steam за гру, виконання завдань чи випадково. Картки можна «змайструвати» для отримання орієнтованих на Steam нагород, таких як смайли чи фони профілів, обмінювати їх з іншими користувачами Steam або продати через ринок спільноти Steam за внутрішню валюту.
З моменту появи в 2013 році набори колекційних карток Steam були інтегровані в понад 11 000 ігор станом на 2022 рік. Доходи розробників, отримані від продажу торгових карток, привернули небажану увагу з боку «ассет фліперів»; розробників, що випускають низькоякісні ігри в Steam виключно для того, щоб отримати прибуток від своїх колекційних карток. У серії дописів у блозі Valve засудила таку поведінку, назвавши такі ігри «фальшивими», і стверджувала, що фармінг колекційних карток завдає шкоди Steam.

## Історія
У роки перед впровадженням колекційних карток Steam компанія Valve реалізувала в Steam кілька функцій для полегшення торгівлі, купівлі та продажу віртуальних товарів. Steam Trading було представлено в 2011 році, дозволивши користувачам торгувати віртуальними ігровими предметами. Під час зимового розпродажу Steam у 2011 році користувачі могли виконувати цілі у вибраних іграх, для отримання віртуального «вугілля», яке згодом можна було обміняти на призи, що стало попередником системи, яка згодом буде використана для колекційних карток Steam. Ринок спільноти Steam був представлений наприкінці 2012 року, що дозволив користувачам Steam купувати та продавати віртуальні товари за допомогою внутрішньої валюти.
У травні 2013 року розпочалося відкрите бета-тестування колекційних карток Steam, в якому спочатку брали участь шість ігор.